# I Never Loved a Man the Way I Love You
I Never Loved a Man the Way I Love You – album muzyczny Arethy Franklin z 1967 roku wydany przez wytwórnię płytową Atlantic Records.
W 2003 album został sklasyfikowany na 83. miejscu listy 500 albumów wszech czasów magazynu Rolling Stone.

## Twórcy
- Aretha Franklin - wokal, fortepian
- King Curtis - saksofon
- Carolyn Franklin - chórki
- Willie Bridges - saksofon
- Charles Chalmers - saksofon
- Gene Chrisman - perkusja
- Tommy Cogbill - gitara basowa
- Jimmy Johnson - gitara
- Melvin Lastie - trąbka, kornet
- Chips Moman - gitara
- Spooner Oldham - keyboard

## Lista utworów
| 1.  | Respect                                   | 2:27  |
|     |                                           |       |
| 2.  | Drown in My Own Tears                     | 4:07  |
|     |                                           |       |
| 3.  | I Never Loved a Man (The Way I Love You)  | 2:51  |
|     |                                           |       |
| 4.  | Soul Serenade                             | 2:39  |
|     |                                           |       |
| 5.  | Don't Let Me Lose This Dream              | 2:23  |
|     |                                           |       |
| 6.  | Baby, Baby, Baby                          | 2:54  |
|     |                                           |       |
| 7.  | Dr. Feelgood (Love Is a Serious Business) | 3:23  |
|     |                                           |       |
| 8.  | Good Times                                | 2:10  |
|     |                                           |       |
| 9.  | Do Right Woman, Do Right Man              | 3:16  |
|     |                                           |       |
| 10. | Save Me                                   | 2:21  |
|     |                                           |       |
| 11. | A Change Is Gonna Come                    | 4:20  |
|     |                                           |       |
|     |                                           | 32:51 |
|     |                                           |       |